# Ricardo Mella Serrano
Ricardo Mella Serrano, nascut a Sevilla l'11 de novembre de 1889 i mort a l'exili a Caracas el 1958, va ser un enginyer i polític d'origen gallec.

## Biografia
Fill del pensador anarquista Ricardo Mella i germà de la també política i feminista Urania Mella, va ser militant del PSOE i ocupà diversos càrrecs dins la seva executiva, tant local com nacional. Va fundar l'any 1917 el setmanari de caràcter socialista La Linterna.
Fou vicepresident del Celta de Vigo i autor del primer disseny de l'estadi de Balaídos. També col·laborà amb el seu pare en el projecte de tramvies de la ciutat.
Va ser nomenat governador civil de Jaén el 24 d'agost de 1937, càrrec que exercí fins al maig de 1938; a continuació va ser traslladat, en el mateix càrrec de governador a Alacant fins a març de 1939.
Derrotada la Segona República Espanyola, va haver de fugir a França des d'on va passar a la República Dominicana, on va dirigir la revista Nuevo Rumbo. Fugí de nou aquest cop a Veneçuela, en tenir problemes amb la dictadura dominicana de Rafael Leónidas Trujillo Molina. A aquest nou país va participar en l'«Agrupación de Socialistas Españoles en Venezuela», de la qual va ser expulsat a l'agost de 1946 en ser partidari de Juan Negrín. Va morir a Caracas el 1958.